# Procés de cerca d'informació
El procés de cerca d'informació (PCI) és l'activitat en la qual un individu intenta obtenir informació per resoldre un problema, ja sigui a través de sistemes d'informació manuals o informàtics. El procés de cerca d'informació, així com les situacions que l'envolten, són l'objecte d'estudi principal en l'àrea del comportament informacional. El terme també està relacionat amb la recuperació d'informació.

## Model de cerca d'informació
Tot procés de cerca d'informació inclou el reconeixement d'un problema d'informació, l'establiment d'un pla de cerca, avaluació dels resultats i, si és necessari, la reformulació de la consulta fins a obtenir un resultat satisfactori.

Aquest cicle d'interacció de l'usuari amb un sistema d'informació es fonamenta en el model elaborat per Sutcliffe i Ennis, segons els quals el procés de cerca d'informació constaria de quatre fases principals:
1. Identificació del problema
2. Articulació de les necessitats d'informació
3. Formulació de consultes
4. Avaluació de resultats

Per a Marchionini, el procés de cerca d'informació està format per:
1. Reconeixement i definició de la necessitat d'informació
2. Selecció del sistema de cerca
3. Formulació i execució de la cerca
4. Revisió de resultats
5. Extracció de la informació
6. Reflexió/ iteració/ finalització

No obstant això, les dimensions i les variables que intervenen en el PCI depenen de cada recerca i la base teòrica en la qual se sustenti. Independentment de les diferents concepcions, hi han tres components bàsics relacionats amb les fases d'aquest procés:
- la necessitat d'informació: Entenem per necessitat d'informació la informació que objectivament es necessita per a resoldre un problema
- la seva cerca: La cerca d'informació és un procés en el qual els humans intenten canviar el seu estat de coneixement (Marchionini, 1995). Hi ha diversos enfocaments que descriuen com els individus busquen informació. Per exemple, per a Khulthau (1991), la cerca d'informació és un procés de construcció en què els usuaris progressen des de la incertesa fins al coneixement[3]
- l'ús que se’n fa: canvis que es produeixen en un individu a conseqüència de l'aportació d'informació. Es refereix, per tant, a l'efecte produït per la informació en un usuari a nivell cognitiu i conductual.

## Models del comportament en el procés de cerca d'informació
Existeixen diverses teories de comportament en la cerca d'informació que donen resposta a com els usuaris exploren i utilitzen la informació i comprendre d'aquesta manera la transformació de la informació en coneixement. A més, la conducta de l'usuari és estudiada en termes d'aquells factors que condueixen a mantenir una interacció amb un sistema d'informació i les conseqüències de tal interacció. Entre aquests models cal destacar: Comportament en la cerca d'informació (James Krikelas), el Model de cerca d'informació (Carol C. Kuhlthau), Comportament informatiu (Tom D. Wilson) o el Sensemaking (Brenda Dervinvis), entre d'altres.